# 천연림

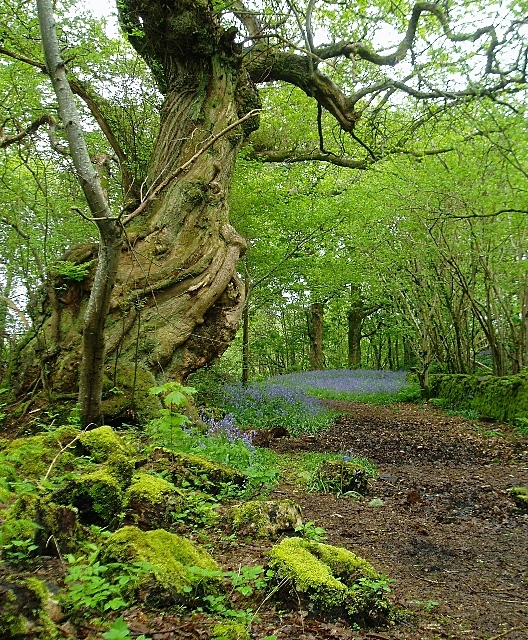
스코틀랜드 인치마홈 섬의 천연림

천연림(ancient woodland, '아주 오래된 삼림 지대')은 영국에서 잉글랜드, 웨일스, 북아일랜드에서 1600년(스코틀랜드에서는 1750년)부터 지속적으로 존재해 온 숲이다. 그 이전에는 삼림 식재가 흔하지 않았기 때문에 1600년에 존재했던 목재는 자연적으로 발달했을 가능성이 높다.
대부분의 천연림에서는 관리 주기의 일부로 나무와 관목이 주기적으로 잘려졌다. 해당 지역이 삼림지대로 남아 있다는 점을 고려하면 여전히 고대의 것으로 간주된다. 과거에 여러 번 베어졌을 수도 있으므로, 천연림지대에는 반드시 아주 오래된 나무가 있을 필요는 없다.
많은 동식물종의 경우, 천연림 지역이 유일한 서식지를 제공하며, 다른 많은 지역의 조건은 다른 지역보다 훨씬 더 적합하다. 열대 우림과 마찬가지로 영국의 천연림 지대에는 희귀하고 멸종 위기에 처한 종이 서식하고 있다. 이러한 이유로 천연림은 종종 대체 불가능한 자원, 즉 '중요한 자연 자원'으로 묘사된다. 미국, 캐나다, 호주(아주 오래된 나무가 있는 삼림지대)에서 사용되는 유사한 용어는 "원시림"이다.
천연림은 내추럴 잉글랜드 및 이에 상응하는 기관의 지도에 공식적으로 정의되어 있다. 천연림지대에 대한 지도 작성은 다양한 방식과 시기에 이루어졌으며, 이를 표준화하고 업데이트하려는 노력이 있기는 하지만 데이터의 품질과 가용성은 지역마다 다르다.

## 같이 보기
- 혼농임업
- 임관층
- 개벌
- 탈산림화
- 수목학
- 천이 (생물학)
- 삼림경영학
- 산림 면적에 따른 나라 목록
- 원시림
- 혼농임업
- 임학
- 온대 활엽수혼합림
- 소림
- 삼림경영학